# بورتونای
بورتونای (به لاتین: Burtunay) یک منطقهٔ مسکونی در روسیه است که در شهرستان کازبکوفسکی واقع شده‌است.